# La Casa de Corregó
La Casa de Corregó és una antiga casa forta del municipi de la Portella a la coarca del Segrià. S'hi conserva un gran casal amb contrafort i restes d'una fortificació. Està declarada bé cultural d'interès nacional

## Descripció
De l'antiga casa forta només queda dempeus la petita esglesiola. La gran masia és de disposició tancada, amb pati central, i de reforma rectangular, que té diferents edificis i residència: molí, granja, cases pels mossos, capella. Actualment és molt modificada si bé encara conserva restes de les parets medievals fetes amb pedra.
Dintre de la masia hi ha una petita capella. La construcció és d'època molt recent, no és l'antiga capella de la masia. És de planta rectangular feta de maçoneria i totxo, arrebossada. Destaca la façana amb la porta de mig punt amb guardapols per mènsules i a sobre un rosetó de gust gòtic. Actualment és fora de culte.
Una de les dependències de la masia és una cabana de construcció contemporània. És de planta rectangular i volta semicircular. Construïda amb pedra arenosa treballada i recoberta amb un enllosat del mateix material. És molt interessant l'última filera que serveix de fre a l'enllosat de la coberta. La cabana és bastant apartada de la masia, la qual cosa fa pensar que devia ser construïda per guardar les eines del camp o el bestiar, i també com a refugi pels mossos en dies de mal temps.

## Història
El castell el 1393 era de Guillem Ramon de Montcada, baró d'Aitona. El 1412 era senyor del castell de Corregó Joan Serrat, canonge-sagristià de la seu de Lleida. Durant la guerra contra Joan II el castell, que era custodiat amb tropa pel capità Antoni Vilagrassa, no pogué ser pres pels joanistes d'Almenar i d'Algerri. El castell no es reté a Joan II fins que Lleida capitulà. El 1465 el castell era de l'ardiaca major de Lleida, Blai Claver. El 1489 fou adquirit de Felip Claver per Caterina de Vilanova, religiosa d'Alguaire, elegida el 1496 de priora. A partir d'aleshores el lloc de Corregó restà vinculat a la comanda d'Alguaire fins a l'extinció de les senyories.